# 김포도시공사
김포도시공사는 경기도 김포시의 도시 발전을 위해 설립된 지방 공기업이다.

## 연혁
- 2011년 3월 김포도시공사(김포시도시개발공사, 김포시시설관리공단 통합) 발족 제1대사장 이강인
- 2011년 7월 공사 미션, 비전, CI, 고객헌장 선포
- 2012년 3월 노사평화선언 선포
- 2012년 10월 지방공기업 경영평가 ‘나등급’(경기도 기타공사 평가군 1위) 획득
- 2013년 2월 제2대 정옥균 사장 취임
- 2014년 3월 직제개편(1실 2본부)
- 2015년 4월 제3대 박상환 사장 취임
- 2015년 5월 노사평화선언 선포(재선포)
- 2016년 12월 국민권익위원회 청렴도 평가 '2등급'(우수등급) 획득
- 2017년 6월 공사, 공단 분리
- 2017년 8월 제4대 원광섭 사장 취임
- 2017년 9월 뉴비전 및 비전 선포
- 2017년 12월 가족친화 인증기업 재인증, 산하기관 부패방지 시책평가 우수 등급 획득
- 2018년 4월 행안부 열린혁신 평가 우수기관 선정
- 2018년 6월 국토대전 '국토부장관상' 선정